# 強尼·諾克斯維爾
小菲利浦·約翰·克拉普（英語：Philip John Clapp Jr.，1971年3月11日—）或簡稱強尼·諾克斯維爾（英語：Johnny Knoxville），是一位美國男演員、喜劇演員、電影製片人、編劇和特技表演者。
他較著名的是在MTV頻道電視節目《無厘取鬧》（2000年-2002年）中擔任共同創作者和演員。其他參演的作品如《MIB星際戰警2》（2002年）、《飆風天王》（2005年）、《特輸奧運會》（2005年）、《重擊防線》（2013年）與《忍者龜：變種世代》（2014年）。

## 外部連結
- Official Jackass site
- 強尼·諾克斯維爾在互联网电影资料库（IMDb）上的資料（英文）
- Interview with IGN.com. Johnny Knoxville reveals what scares him （页面存档备份，存于）